# Charles Boyle (4. hrabia Orrery)
Charles Boyle (ur. 28 lipca 1674 w Chelsea, zm. 28 sierpnia 1731 w Londynie) – angielski dyplomata i generał, 4. hrabia Orrery.
W służbie wojskowej osiągnął stopień generała majora piechoty. W roku 1711 był brytyjskim pełnomocnikiem na rokowaniach konferencji w Brukseli. W roku 1711 był brytyjskim posłem w Holandii (Haga), funkcję oficjalnego ambasadora pełnił jednak wówczas Thomas Wentworth, 1. hrabia Strafford.
Parał się także twórczością literacką, w 1703 roku opublikował komedię As you find it.